# Otto Vergaerde
Otto Vergaerde (* 15. Juli 1994 in Gent) ist ein belgischer Radrennfahrer, der auf Bahn und Straße aktiv ist.

## Sportliche Laufbahn
Zweimal wurde Otto Vergaerde Straßenmeister von Ostflandern, 2010 in der Jugendklasse und 2012 als Junior. Bei den Bahn-Europameisterschaften der Junioren 2011 belegte er im Zweier-Mannschaftsfahren (Madison) Platz drei, gemeinsam mit Jonas Rickaert. Im Jahr darauf wurden Rickaert und Vergaerde gemeinsam Vize-Weltmeister der Junioren in derselben Disziplin.
Ab 2013 startete Vergaerde in der Elite-Klasse und belegte bei belgischen Bahnmeisterschaften Platz zwei im Scratch und jeweils den zweiten Platz im Punktefahren sowie gemeinsam mit Rickaert im Zweier-Mannschaftsfahren. 2014 startete er bei den Bahn-Europameisterschaften auf Guadeloupe. Im Scratch errang er Gold und im Madison Silber (mit Kenny De Ketele); im Punktefahren belegte er Platz vier. Bei den Bahn-Weltmeisterschaften 2015 wurde er gemeinsam mit Jasper De Buyst Dritter im Zweier-Mannschaftsfahren.

## Erfolge

### Bahn
2010
- Belgischer Jugend-Meister – Keirin, Punktefahren

2011
- Junioren-Europameisterschaft – Zweier-Mannschaftsfahren (mit Jonas Rickaert)

2012
- Junioren-Weltmeisterschaft – Zweier-Mannschaftsfahren (mit Jonas Rickaert)
- Belgischer Jugend-Meister – Scratch, Omnium, Zweier-Mannschaftsfahren (mit Jonas Rickaert)

2013
- Belgischer Jugend-Meister – Mannschaftsverfolgung (mit Jonas Rickaert, Tiesj Benoot und Aimé De Gendt)

2014
- U23-Europameisterschaft – Madison mit Jasper De Buyst
- Europameisterschaft – Madison mit Kenny De Ketele
- Europameister – Scratch

2015
- Weltmeisterschaft – Madison mit Jasper De Buyst

### Straße
2018
- Bergwertung Tour of Bihor - Bellotto

## Grand Tours
| Grand Tour            | 2022 | 2023 | 2024 |
| --------------------- | ---- | ---- | ---- |
| Giro d’ItaliaGiro     | 119  | 98   | –    |
| Tour de FranceTour    | –    | –    | –    |
| Vuelta a EspañaVuelta | –    | 113  | 93   |